# Lekarz drzew
Lekarz drzew – polski dramat psychologiczny z 2005 roku.

## Obsada
- Magdalena Różczka - Kaja
- Tadeusz Szymków - Szymon
- Maria Pakulnis - ona

## Plenery
Film zrealizowano na Mazurach latem 2004.